# Kazimierz I oświęcimski
Kazimierz I Oświęcimski (ur. ok. 1396, zm. 1433 lub 1434) – książę cieszyński i oświęcimski od 1410 (tylko formalnie), w wyniku podziału w 1414 w Oświęcimiu, Toszku, w latach 1416-1427 w Strzelinie.
Kazimierz I był jedynym synem księcia oświęcimskiego Przemysława Młodszego (a wnukiem najwybitniejszego księcia cieszyńskiego Przemysława Noszaka) i nieznanej z imienia jego małżonki. W związku z tragiczną śmiercią ojca 1 stycznia 1406 Kazimierz początkowo znalazł się pod opieką dziadka Przemysława, a od 1410 stryja Bolesława I.
Do wydzielenia dzielnicy ojcowskiej przez stryja Bolesława Kazimierzowi doszło 19 grudnia 1414, kiedy to jedyny syn Przemysława Młodszego otrzymał księstwo oświęcimskie, toszeckie i gliwickie. Podział ten nie zaspokoił ambicji młodego Piastowicza, tak więc ostatecznie dwa lata później książę cieszyński nie chcąc ryzykować konfliktu zbrojnego, wydzielił mu dodatkowo Strzelin i wypłacił 300 grzywien srebra.
W 1424 Kazimierz wziął udział w Krakowie w koronacji Zofii Holszańskiej na królową Polski. Nie oznaczało to jednakże propolskiej polityki księcia, który w tym samym czasie utrzymywał kontakty z królem czeskim Zygmuntem Luksemburczykiem, u którego często przebywał na dworze (zachowały się informacje, że książę oświęcimski z nieznanych powodów pobierał nawet rentę od króla w wysokości 3000 złotych, być może była to zapłata za pośrednictwo z zakonem krzyżackim, z którym, jak wiemy skądinąd, Kazimierz miał dobre stosunki).
W 1428 część posiadłości Kazimierza została splądrowana przez husytów. Spalone wtedy zostały m.in. Kęty, Toszek i Pyskowice. Inne zaś miasto należące do Kazimierza – Gliwice stało się główną bazą wypadową husytów na Górnym Śląsku. Zmagania z husytami trwały w tym regionie aż do 1433, kiedy to Kazimierzowi udało się odzyskać z pomocą księcia karniowskiego Mikołaja V Gliwice i wyprzeć wrogów z sąsiedniego Bytomia.
Kazimierz I był dwukrotnie żonaty. Pierwszą żoną Kazimierza była Anna żagańska, córka księcia żagańskiego Henryka VIII Wróbla. Małżeństwo to doszło do skutku zapewne około 1417 i doczekało trójki synów: Wacława, Przemysława i Jana IV. Kazimierz owdowiawszy około 1430, ożenił się powtórnie z Małgorzatą, córką księcia raciborskiego Jana II. Drugie małżeństwo pozostało bezdzietne.
W 1430 książę oświęcimski nadał prawa miejskie Wadowicom.
Kazimierz I Oświęcimski zmarł w 1433 lub 1434 i został pochowany w nekropolii tamtejszej linii Piastów w klasztorze dominikanów.